# Lawrence James Davis
Lawrence James Davis, també conegut com a L. J. Davis, (Seattle, Washington, 2 de juliol de 1940 - Brooklyn, Nova York, 5 d'abril del 2011) va ser un escriptor estatunidenc que va centrar les seves novel·les a Brooklyn, Nova York. Davis residia Brooklyn des de 1965. Es beneficià d'una beca Guggenheim el 1975 per escriure ficció, però després va començar a escriure periodisme, sobretot per a la Harper's Magazine.
La novel·la A meaningful life (literalment en català una vida significativa), descrita per la Veu del Poble com una "mordaç sàtira de 1971 sobre una inversa pionera d'Idaho que intenta redimir la seva existència banal a través de la renovació d'una degradada casa antiga de Brooklyn" va ser reeditada el 2009, amb una introducció de Jonathan Lethem. Lethem, un amic de la infància d'un dels fills de Davis, va elogiar la novel·la en un assaig sobre els autors de Brooklyn, que es va traduir a New York Review Books Classics reimprimint-lo després de gairebé quaranta anys.

## Obres
Novel·les
- Whence All But He Had Fled (1968)
- Cowboys Don't Cry (1969, Viking Press. reimprès el 1970, Ace Books)
- A Meaningful Life (1971, 2009)
- Walking Small (1974)

Llibres de no ficció
- Bad Money: Big Business Disasters in the Age of a Credit Crisis (1982)
- Billionaire Shell Game: How Cable Baron John Malone and Assorted Corporate Titans Invented a Future Nobody Wanted (1998)
- Fleet Fire: Thomas Edison and the Pioneers of the Electric Revolution (2003)